# Hector Hogan
Hector Dennis "Hec" Hogan, född 15 juli 1931 i Rockhampton i Queensland, död 2 september 1960 i Brisbane, var en australisk friidrottare.
Hogan blev olympisk bronsmedaljör på 100 meter vid sommarspelen 1956 i Melbourne.